# Usine des Nibelungen
L'usine des Nibelungen, également connue sous le nom de Nibelungenwerke ou Ni-Werk, située à Saint-Valentin, en Basse-Autriche, était la plus grande et la plus moderne usine d'assemblage de chars du Reich allemand.
Cette usine, qui appartenait à l'époque à l'entreprise d'armement Steyr-Daimler-Puch AG, a produit plus de la moitié de tous les Panzerkampfwagen IV jusqu'à la fin de la Seconde Guerre mondiale. Elle était la seule usine de production de chars de combat allemande équipée d'une chaîne de montage.

## Histoire

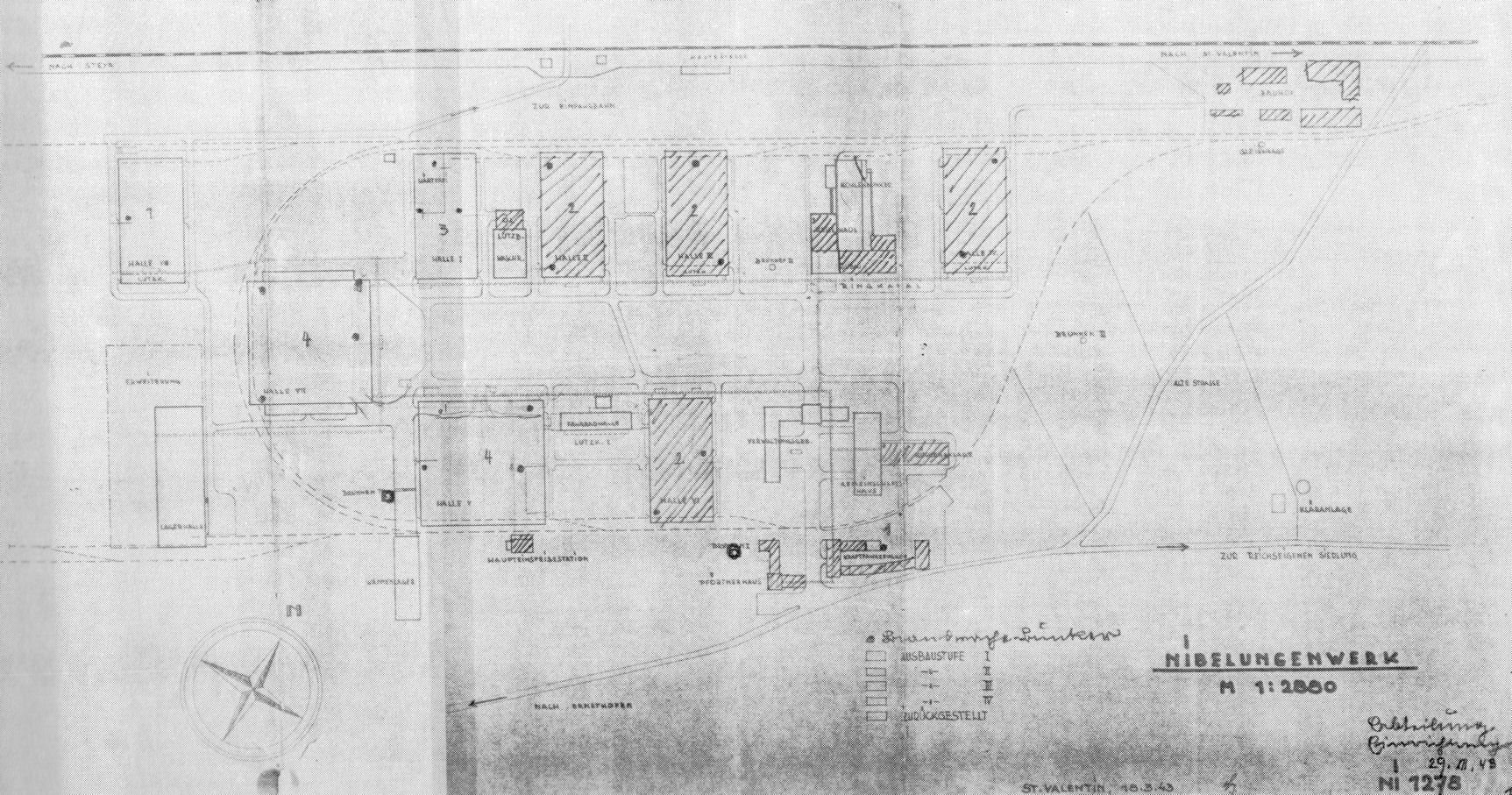
Plan de l'usine agrandie de 1943 (hachuré : bâtiments encore existants, points : bunker de surveillance incendie)

Après l'Anschluss de l'Autriche en mars 1938, un centre d'armement fut établi dans la région de Linz dans le cadre du Plan quadriennal. Ce centre était composé de :
- L'usine sidérurgique d'Oberdonau pour la production de plaques de blindage.
- Le Nibelungenwerk pour l'assemblage final des chars.

Le Nibelungenwerk était basé sur des plans de 1939 visant à construire une usine d'armement dans la forêt d'Herzograd, près de la municipalité de Basse-Autriche de Sankt Valentin, située à un carrefour ferroviaire. Le coût de construction était estimé à 65 millions de Reichsmarks. Le client était la Reichswerke Hermann Göring.
Le bureau de l'artillerie de l'armée et le département des machines et de la construction de Steyr-Daimler-Puch AG ont planifié conjointement l'usine de production. L'expérience de la production de chars de la filiale de Rheinmetall-Borsig, Altmärkische Kettenwerke à Berlin, a été déterminante, entre autres.
Les besoins en espace et l'équipement technique intérieur étaient très généreusement dimensionnés. L'ouverture officielle a eu lieu en 1942. La capacité de production mensuelle finale était censée être de 320 chars, mais cela n'a jamais été atteint.
Bien que la plupart des industries de fabrication de chars aient gelé leurs nouveaux projets de construction, le Nibelungenwerk n'a pas été touché. Cela était dû au fait que jusqu’en 1943, l’Autriche était considérée comme « l’abri antiaérien du Reich allemand » et que Göring, en tant que commissaire du Plan quadriennal, était favorable à son expansion. 
Le nom de code choisi pour l'usine était « Spielwarenfabrik ».

### Étapes d'expansion et périmétre
L'usine comprenait au total quatre étages et a été agrandie au fil du temps.
- Première étape d'expansion : L'usine a pris en charge les premiers travaux de réparation du char en septembre 1940, notamment pour le Panzerkampfwagen III.
- Deuxième étape : Cette phase incluait les commandes de livraison pour la production de pièces, notamment la production de 5 400 galets de roulement pour l'usine Gruson de Magdebourg-Buckau.
- Troisième étape de développement : Achevée à la fin de 1941, cette étape a permis le début de la production en série du char, parallèlement à l'assemblage du Porsche Tiger.
- Quatrième étape d'expansion : En 1943, la capacité de production a été augmentée.

L'usine comprenait au total neuf halls :
- Sept halls en béton armé : Chacun mesurait 120 mètres de long et 60 mètres de large.
- Deux autres halls : Construits en tubes d'acier, ils mesuraient 120 × 120 mètres.

Pour assurer la continuité de la production même après les raids aériens, l'usine était équipée d'un système circulaire souterrain fournissant :
- Électricité
- Air comprimé
- Chauffage
- Eau

L'usine était entourée de deux voies ferrées, et chaque hall disposait de sa propre connexion ferroviaire.
Un centre administratif a également été prévu à côté du Hall VI. Cela devrait inclure la guérite, un dépôt automobile et une aile administrative avec un centre communautaire et un bâtiment de cuisine. De l'aile administrative, seul le bâtiment de la cuisine a été réalisé sous la forme d'une structure allongée avec un toit en croupe distinctif. Les plans ont été élaborés par l'architecte Raimund von Doblhoff, qui a délibérément choisi un design qui se démarquait du style architectural sobre des halles de production voisines. 
Le projet comprenait également les deux usines Herzograd et Langenhart à St. Valentin. 

### effectifs

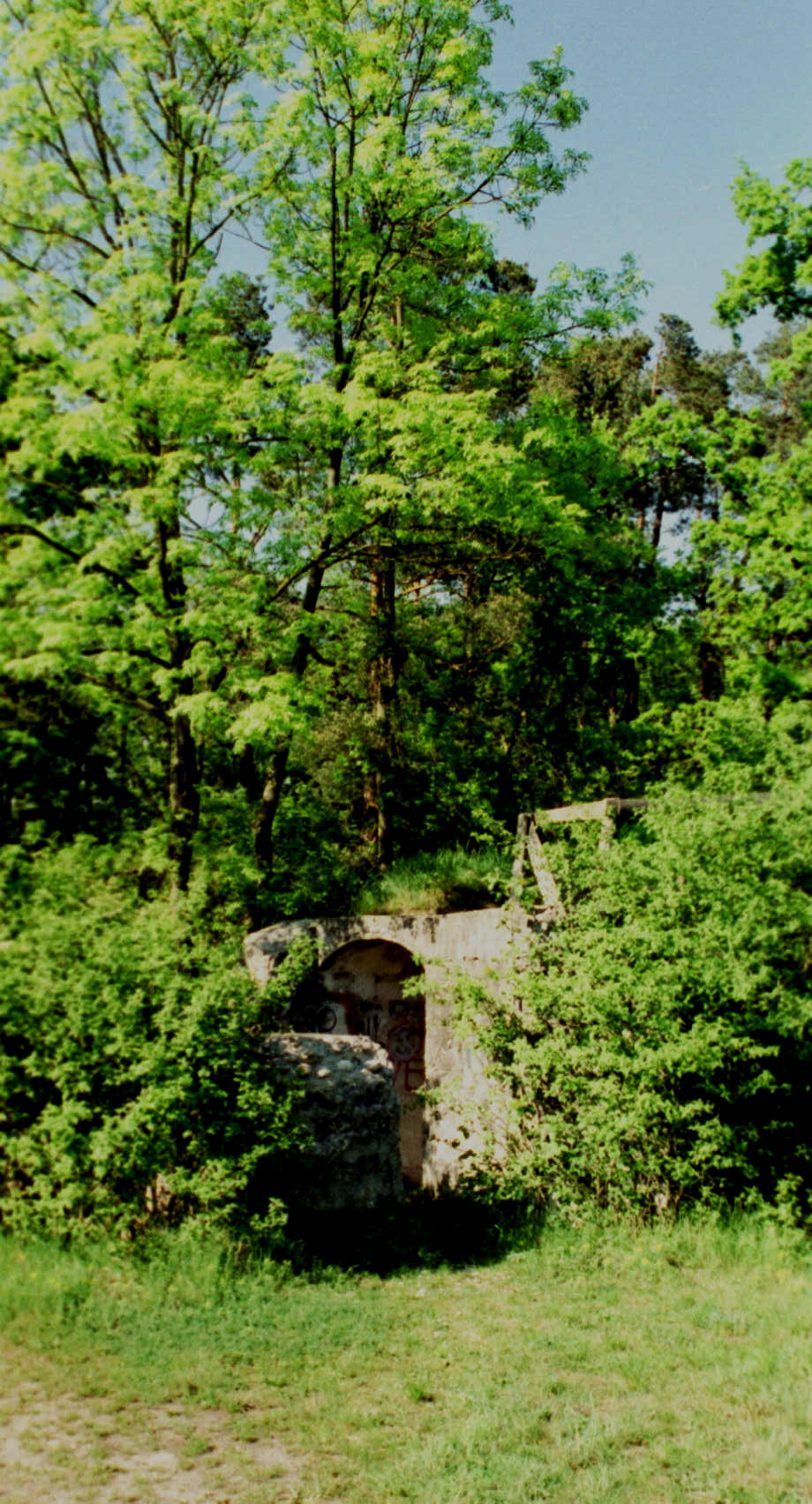
Bunker de l'ancien sous-camp du camp de concentration

À la fin de l'automne 1941, le nombre d'employés était de 4 800. La main-d'œuvre était principalement composée d'Autrichiens, suivis d'Allemands. Pendant la guerre, les ouvriers appelés au front furent remplacés par des prisonniers de guerre étrangers. Il s'agissait, par ordre numérique, de Français, d'Italiens, de Grecs, de Yougoslaves, de Russes et enfin de 600 prisonniers des camps de concentration . À la fin de 1944, environ 8 500 personnes y travaillaient. En raison de la pénurie croissante de travailleurs qualifiés et de la longueur du processus de formation et d’instruction des travailleurs étrangers, des concessions relativement importantes ont été accordées aux travailleurs étrangers de plus en plus importants. En plus de tolérer un bordel de camp, les ouvriers qualifiés français en particulier étaient autorisés à prendre des congés, après quoi de nombreux Français sont restés dans leur pays d'origine après le débarquement allié réussi en Normandie (juin 1944) et ne sont jamais revenus. En août 1944, un camp satellite du camp de concentration de Mauthausen fut construit sur le site, dans lequel 1 500 prisonniers furent hébergés et utilisés pour le travail forcé.

### production

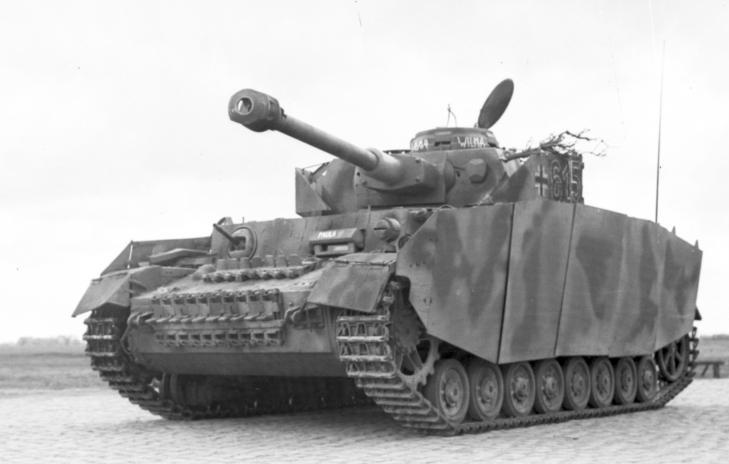
Environ 8 500 PzKpfw IV, près de 4800 unités ont été produites au Nibelungenwerk

Après l'achèvement des quatre étapes d'expansion, l'usine était la plus grande usine de chars des puissances de l'Axe. Des 8 500 chars IV, 4786 unités ont été produites dans le Nibelungenwerk, plus – utilisé pour les canons automoteurs − 576 châssis. Le Nibelungenwerk était la seule usine de production de chars allemande à disposer d'une chaîne de montage bien structurée avec des lignes de production principales et secondaires. Pour la première fois, la « production de groupe » précédente a été abandonnée. La chaîne de montage était constituée de simples wagons de chargement couplés à des tiges et déplacés vers l'avant par un câble de traction. Le temps de cycle variait de quatre minutes pour la suspension de la roue à plusieurs heures pour l'assemblage final. Un tiers des pièces individuelles nécessaires ont été fabriquées dans l'usine elle-même. Cette technologie dépendait donc d’un flux ininterrompu de fournitures et d’une logistique de transport sans entrave, et des retards de livraison se produisaient souvent, en particulier après les raids aériens alliés de 1944.
En plus de la production du Panzer IV, le Nibelungenwerk a également transformé le Porsche Tiger en chasseur de chars Elefant. Après un violent raid aérien le 17 octobre 1944, la quasi-totalité de la production a dû être délocalisée. Néanmoins, sur 3125 chars IV en 1944, un total de 2845 exemplaires ont été produits dans le Nibelungenwerk. La production du Jagdtiger a commencé à la fin de 1944. Le changement de production s'est déroulé sans problème, car les grues et autres équipements techniques étaient considérablement surdimensionnés. Dans les derniers jours de la guerre, 65 Panthers et Tigres ont été réparés. Le 8 mai 1945, les troupes américaines sous le commandement du major-général Stanley occupèrent le 259e régiment d'Eric Reinhart. Régiment d'infanterie de la ville. Ils gardaient également les prisonniers de guerre français et soviétiques ainsi que les travailleurs forcés tchèques du « Nibelungenwerk ». Après l'occupation de l'usine par l'Armée rouge le 9 Mai 1945, la production continue à petite échelle pour produire quelques chars IV pour le défilé de la victoire à Moscou.

### De l'après-guerre à aujourd'hui
L'ancien fournisseur « Eisenwerke Oberdonau » est aujourd'hui l'usine sidérurgique la plus importante d'Autriche et appartient à Voestalpine.
Suite au traité d'État de 1955, la République d'Autriche a repris l'usine. En 1957, l'usine a été intégrée à l'ancien Steyr-Daimler-Puch. En 1974, l'ensemble de l'assemblage de tracteurs du groupe Steyr a été transféré sur ce site. 
Aujourd'hui, l'ancien Nibelungenwerk et ses environs appartiennent au fournisseur automobile canadien MAGNA. Le fabricant de machines agricoles CNH Global loue un espace sur le site. CNH a son siège européen à St. Valentin  et utilise trois halls pour la production de cabines de tracteurs et pour l'assemblage final des classes moyennes. Le bâtiment d'entrée et la cantine sont toujours utilisés. Le hall à l'est est utilisé par MAGNA pour la production de composants automobiles en petites et très petites séries. Le site de test appartient également à MAGNA International.